# Gilad Erdan
Gilad Erdan (ur. 30 września 1970 w Aszkelonie) – izraelski prawnik i polityk, od 2003 poseł do Knesetu i minister z ramienia partii Likud. Od 2009 sprawował funkcje ministerialne w różnych ministerstwach: ochrony środowiska, komunikacji, obrony cywilnej, spraw wewnętrznych, planowania strategicznego, informacji i bezpieczeństwa, współpracy regionalnej.

## Życiorys
Urodził się 30 września 1970 w Aszkelonie
Ukończył prawo na Uniwersytecie Bar-Ilana. Służbę w armii izraelskiej ukończył w stopniu kapitana. Rozpoczął karierę jako prawnik.
Był prezesem stowarzyszenia antynarkotykowego „Al Sam”. Swoją karierę polityczną związał z prawicowym Likudem – w latach 1997–2003 był przewodniczącym młodzieżówki tej partii, a także doradcą premierów Ariela Szarona oraz Binjamina Netanjahu.
W latach 1996–1998 pełnił funkcję dyrektora departamentu ds. petycji publicznych w biurze Szefa Rady Ministrów.
Po raz pierwszy w Knesecie znalazł się po wyborach w 2003 roku (szesnasty Kneset). Bardzo aktywny w swojej działalności parlamentarnej – zasiadał w komisji śledczej ds. lokalizacji i restytucji mienia ofiar holocaustu, komisji finansów, komisji konstytucyjnej, prawa i sprawiedliwości, był przewodniczącym komisji ds. walki z wypadkami drogowymi, był także członkiem komisji ekonomicznej, komisji finansów, komisji edukacji, kultury i sportu (sprawował w niej funkcję przewodniczącego podkomisji sportu), komisji kontroli państwowej, komisji ds. pracowników cudzoziemców, komisji praw dziecka oraz komisji śledczej ds. przemocy w sporcie.
W wyborach w 2006 roku ponownie zdobył mandat.
Po wyborach w 2009 roku w których Erdan dostał się po raz trzeci do Knesetu, lider Likudu Binjamin Netanjahu utworzył koalicję rządową, zaś Erdan wszedł 31 marca 2009 w skład gabinetu jako minister ochrony środowiska. Funkcję sprawował do 18 marca 2013 kiedy zaprzysiężono kolejny rząd Netanjahu.
W wyborach parlamentarnych 2013 roku ponownie zdobył mandat, a 18 marca 2013 objął dwie teki ministerialne – został ministrem obrony cywilnej oraz ministrem komunikacji w trzecim rządzie Binjamina Netanjahu. Pierwszą funkcję pełnił do 30 czerwca 2014 kiedy to ministerstwo, po trzech latach istnienia, zostało zlikwidowane. Ministrem komunikacji był do 4 listopada 2014, kiedy to zrezygnował ze stanowisk by objąć stanowisko ministra spraw wewnętrznych. Funkcję tę sprawował do 14 maja 2015 kiedy zaprzysiężono kolejny rząd Netanjahu.
Po raz piąty zdobył mandat poselski w wyborach parlamentarnych 2015 roku. W nowym rządzie utyworzonym 14 maja nie otrzymał początkowo żadnego stanowiska. Jednak już 25 maja objął kierownictwo nad nowo utworzonym Ministerstwem Informacji oraz Ministerstwem Planowania Strategicznego, zastąpił także Jariwa Lewina na stanowisku ministra bezpieczeństwa.
W wyborach w kwietniu 2019 uzyskał reelekcję.
17 maja 2020 roku zaprzysiężony na ministra współpracy regionalnej, którą to funkcję pełnił do 5 lipca 2020 roku. 11 maja Netanjahu poinformował, że Erdan zostanie kolejnym ambasadorem Państwa Izrael w Stanach Zjednoczonych i przy ONZ. Do czasu mianowania miał pełnić funkcję ministerialną.

## Życie prywatne
Jest żonaty z Szlomit i ma troje dzieci. Większość życia mieszkał w Aszkelonie, obecnie mieszka w Ganne Tikwa.